# Костюк Марта Тимофіївна
Марта Тимофіївна Костюк (05.01.1951, с. Озеряни, нині Чортківського району Тернопольської області) — українська оперна співачка (колоратурне сопрано), діаспорянка. Від 1999 мешкає і працює у США.

## Біографія
Марта Костюк здобула вокальну освіту у Львівській консерваторії (нині музична академія) у 1975, клас викладачки Марії Петрівни Сиверіної-Дарчук. Відтоді — стажистка, від 1978 — солістка Великого театру у Москві. 1986 виступала з концертом у Києві. Не раз гастролювала за кордоном.
Від 1999 мешкає і працює у штаті Луїзіана (США). У концертах виконує твори українських, російських та зарубіжних композиторів, а також народні пісні. Серед сольних програм — «Коли співає моя душа», «Різдво у всьому світі», «Магія опери».

## Нагороди
Лауреатка 7-го Всесоюзного конкурсу вокалістів ім. М. Глінки (Тбілісі, 1975, 3-я премія).

## Партії
- Барбарина («Весілля Фігаро» В.-А. Моцарта).
- Джільда («Ріголетто» Дж. Верді)
- Лєночка («Жовтень» В. Мураделі)
- Лізанка Манілова («Мертві душі» Р. Щедріна)
- Оскар («Бал-маскарад» Дж. Верді)
- Прилепа («Пікова дама» П. Чайковського)
- Снігуронька («Снігуронька» М. Римського-Корсакова)